# Ансе
Ансе́ (фр. Ancey) — коммуна во Франции, находится в регионе Бургундия. Департамент коммуны — Кот-д’Ор. Входит в состав кантона Сомбернон. Округ коммуны — Дижон.
Код INSEE коммуны — 21013.

## Население
Население коммуны на 2010 год составляло 379 человек.
| 1962 | 1968 | 1975 | 1982 | 1990 | 1999 | 2010 |
| ---- | ---- | ---- | ---- | ---- | ---- | ---- |
| 246  | 244  | 217  | 254  | 297  | 345  | 379  |

## Экономика
В 2010 году среди 264 человек трудоспособного возраста (15—64 лет) 204 были экономически активными, 60 — неактивными (показатель активности — 77,3 %, в 1999 году было 81,9 %). Из 204 активных жителей работали 195 человек (105 мужчин и 90 женщин), безработных было 9 (4 мужчины и 5 женщин). Среди 60 неактивных 26 человек были учениками или студентами, 26 — пенсионерами, 8 были неактивными по другим причинам.